# Sainte-Florence (Vendée)
Sainte-Florence is een gemeente in het Franse departement Vendée in de regio Pays de la Loire en telt 857 inwoners (1999). De plaats maakt deel uit van het arrondissement La Roche-sur-Yon.

## Geschiedenis
Sainte-Florence en L'Oie vormden samen de gemeente Sainte-Florence-de-l’Oie tot deze in 1895 gesplitst werd. Op 1 januari 2016 gefuseerde L'Oie opnieuw met L'Oie en met de gemeenten Boulogne en Les Essarts tot de commune nouvelle Essarts en Bocage. De fusie werd per 1 januari 2024 weer ongedaan gemaakt, zodat Sainte-Florence weer een zelfstandige gemeente werd.

## Geografie
De oppervlakte van Sainte-Florence bedraagt 17,0 km², de bevolkingsdichtheid is 50,4 inwoners per km².
De onderstaande kaart toont de ligging van Sainte-Florence (Vendée) met de belangrijkste infrastructuur en aangrenzende gemeenten.

## Demografie
Onderstaande figuur toont het verloop van het inwonertal.